# 2005 dans les chemins de fer
Chronologie des chemins de fer
- 2004 dans les chemins de fer - 2005 - 2006 dans les chemins de fer

## Évènements

### Janvier
- France-Suisse : la relation Paris-Genève passe sous le label Lyria.
- 1er janvier, Belgique : réforme de la SNCB avec création d'un gérant de l'infrastructure Infrabel et d'une société d'exploitation, les deux étant chapeautés par une holding.
- 1er janvier, Espagne : création d'une autorité ferroviaire placée sous la tutelle du ministre des transports.
- 4 janvier, France : la société canadienne Bombardier remporte un contrat de 350 millions d'euros pour fournir 100 trains régionaux à la SNCF.
- 6 janvier, États-Unis : accident ferroviaire de Graniteville. La collision entre deux trains de marchandises de la compagnie Norfolk Southern à Graniteville (Caroline du Sud) fait au moins huit morts et provoque la formation d'un nuage de chlore par suite de la rupture d'un wagon-réservoir.
- 7 janvier 2005, Italie : accident ferroviaire de Crevalcore, près de Bologne. Une collision frontale entre un train de voyageurs et un train de marchandises sur la ligne à voie unique Bologne-Vérone fait 17 morts et six blessés hospitalisés.
- 11 janvier, France : le budget de la SNCF prévoit un résultat net de 113 millions d'euros et la suppression de 3990 emplois, SUD Rail, deuxième syndicat de cheminots, appelle à un mouvement national de grève illimitée à partir du 18 janvier et la CGT, FO, l'UNSA et la FGAAC appellent à une grève de 24 heures le 19 janvier.
- 17 janvier, Thaïlande : une collision entre deux rames du métro de Bangkok fait plus d'une centaine de blessés. Une rame vide a percuté par l'arrière, à une heure de grande affluence, une autre rame transportant près de 700 passagers. Cet accident survient six mois après l'inauguration du métro de Bangkok.
- 21 janvier, Allemagne : Railion, la filiale fret de la Deutsche Bahn rachète RAG Bahn & Hafen, branche logistique du groupe RAG.
- 26 janvier, France : l'agression et le viol d'une femme contrôleur dans un train près de Cahors le 25 provoque une grève spontanée qui perturbe fortement la quasi-totalité du réseau SNCF. États-Unis : à Glendale, près de Los Angeles, un train de banlieue percute l'automobile d'un conducteur suicidaire et déraille. Quelques minutes plus tard un second train entre en collision avec le premier. On dénombre 11 morts et environ 200 blessés.
- 31 janvier, États-Unis : General Motors se désengage de la construction de locomotives diesel-électriques en vendant sa division Electro-Motive à un groupe d'investisseurs menés par  Greenbriar Equity Group et Berkshire Partners.

### Mars
- 11 mars, France : réouverture à Mulhouse (Haut-Rhin) sous le nom de Cité du train du musée français du chemin de fer.
- 17 mars, France : adoption du sigle Saupiquet « carmillon » à la SNCF.

### Avril
- 28 avril, Suisse : onze ans après le premier coup de pioche, les derniers mètres de roche du tunnel de base du Lötschberg ont été dynamités sous les Alpes. L'ouvrage, long de 34,6 kilomètres, entrera en service en 2007.

### Mai
- 30 mai, France : circulation en Lorraine du premier train privé, de la société CFTA-Cargo (groupe Connex), sur le réseau ferroviaire national géré par RFF.

### Juin
- Lors du sommet du 1er et 2 juin de la Communauté des États sahélo-sahariens(Cen-Sad) à Ouagadougou  (Burkina Faso), les chefs d’États ont décidé de mettre en étude la construction d’une ligne de chemin de fer reliant la Libye, le Tchad, le Niger, avec des bretelles vers le Burkina Faso, le Mali et le Sénégal, afin de faciliter les échanges et de désenclaver l’espace Cen-Sad.
- 12 juin, Russie : à 7h10, une bombe explose entre Uzunovo et Bogatishchevo, à environ 153 km de Moscou, provoquant le déraillement de la locomotive et des quatre premières voitures d'un train Grozny-Moscou.
- 13 juin, France : circulation du premier train privé de marchandises, un convoi transportant de la chaux des carrières de Dugny et Sorcy dans la Meuse jusqu'à Dillingen et Völklingen dans le sud-ouest de l'Allemagne. Le train a été bloqué plusieurs heures par des cheminots de SUD Rail, de la CGT, de l'UNSA et de la CFTC, qui voulaient dénoncer la privatisation du secteur, la fragilisation du fret SNCF déjà mal-en-point, les risques en matière de sécurité, d'investissement et de conditions de travail. Le train était affrété par une filiale de Connex.

### Juillet
- 1er juillet en France : la Compagnie Ferroviaire du Sud de la France (CFSF, anciennement Chemins de fer et transport automobile (CFTA) et filiale de Veolia Transport) -  Chemins de fer de Provence (CP) signe avec le syndicat mixte  des collectivités régionales SYMA une délégation de service public d'une durée de huit ans pour la ligne Nice - Digne.
- 7 juillet, Royaume-Uni : des attentats terroristes causant plus de 50 morts, 30 disparus et 300 blessés, endeuillent le métro de Londres.
- 13 juillet, Pakistan : une catastrophe ferroviaire due à la collision de trois trains de voyageurs dans une gare proche de Ghotki, dans la province de Sindh dans le sud du pays, cause la mort de 128 personnes et en blesse 117 autres dont 12 grièvement.

### Août
- 1er août, France-Espagne : début des travaux de la ligne à grande vitesse Perpignan-Figueres dont la mise en service est prévue en 2009.
- 24 août, Autriche : approbation par le gouvernement autrichien du projet de construction du tunnel de Koralm (32,8 km) sur la future ligne directe Graz-Klagenfurt.

### Septembre
- 7 septembre, Belgique : la SNCF obtient le certificat de sécurité l'autorisant à faire circuler des trains en Belgique.

### Novembre
- France : remplacement du passage à niveau de Saint-Rémy-lès-Chevreuse par un pont sur le segment sud du RER B.

### Décembre
- Russie : ouverture de la ligne ferroviaire « Aéroexpress » entre centre de Moscou et l'aéroport Cheremetievo